# Batalla de Guaymas
La batalla de Guaymas fue un acto de guerra en el cual el conde francés Gaston de Raousset-Boulbon, a la cabeza de un grupo armado compuesto principalmente por ciudadanos de nacionalidad francesa, atacó la ciudad mexicana de Guaymas, Sonora. Fue librada el 13 de julio de 1854.
El objetivo de los invasores era lograr la independencia de Sonora del resto de México y formar una república independiente (República de Sonora), sin embargo no contó con el apoyo que requería y fueron derrotados por las escasas fuerzas armadas mexicanas presentes en la zona y la población civil.
El puerto de Guaymas, en ese tiempo contaba con una población no superior a los 2,000 habitantes, formada principalmente por emigrantes europeos y sudamericanos, además de las tribus locales, los guaimas y los yaquis.

## Contexto Histórico

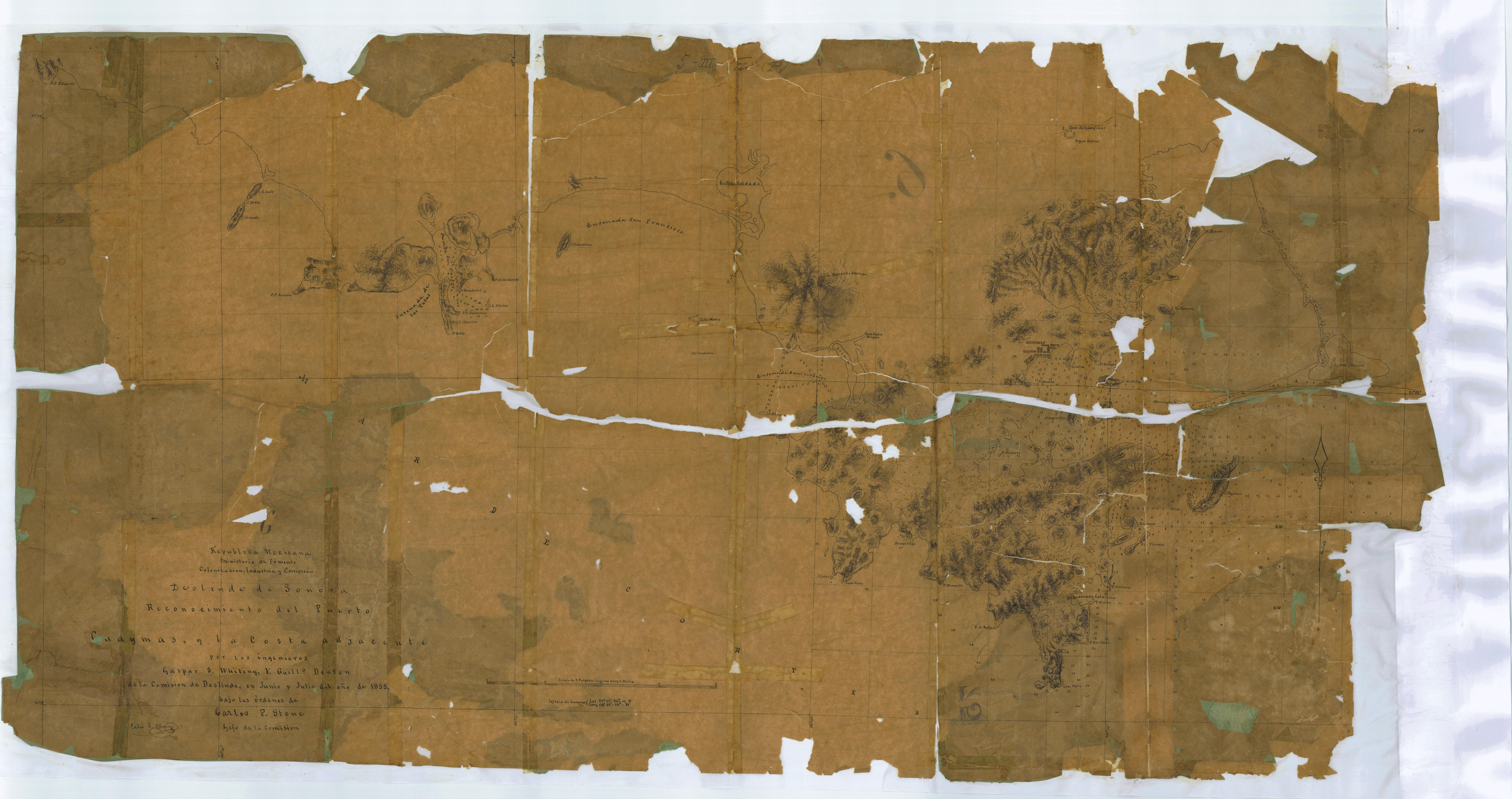
Guaymas en 1858.

En esa época México sufría de grandes vicisitudes, de 1846 a 1848 México sufrió la primera Intervención estadounidense en México, lo que llevó a la firma del Tratado de Guadalupe Hidalgo.
Bajo la presidencia de Mariano Arista en 1852, México sufría una crisis económica y política muy grande. La  milicia, a través del Plan de Hospicio (1852), provocó la renuncia de Mariano Arista en 1853 y el consecuente regreso de Santa Anna.
Después de la Renuncia de Arista en enero de 1853, Juan Bautista Ceballos toma la presidencia de la República por un periodo de un mes y un día, renunciando a su cargo como presidente provisional y dejando en manos de Manuel María Lombardini la silla presidencial, quien para abril de 1853 deja el cargo de presidente y se lo entrega a Santa Anna.
El 24 de junio de 1853 Franklin Pierce firma la Venta de La Mesilla, venta aceptada por Santa Anna y ratificada en diciembre de 1853.
Una vez hallada la paz, el general Santa Anna encontró propicio el momento para devolver a México parte de su antiguo anhelo imperial, por lo que reinstauró la órdenes imperiales (asumiendo él mismo el supremo maestrazgo de éstas), con lo que el Consejo de Estado le concedió el tratamiento de “Alteza Serenísima”, a la vez que decretaba una ley para nombrarle dictador vitalicio.
Durante ese período 1853-1854, Santa Anna abolió el sistema federal, y restauró las Siete Leyes centralistas, provocando que las legislaturas locales y federal entraran en receso.
Para 1854 la situación se volvió insoportable por lo que el 1 de marzo de 1854 se proclamó el Plan de Ayutla, donde se desconoce a Santa Anna y da pie a la Revolución de Ayutla.
Como podemos ver, en 1853 México tuvo 4 presidentes de la República, perdió parte del territorio de Sonora y ya para 1854 México estaba casi acéfalo, inmerso en una revolución. Todo esto propició que se diera el panorama perfecto para la entrada de los filibusteros.

## Antecedentes

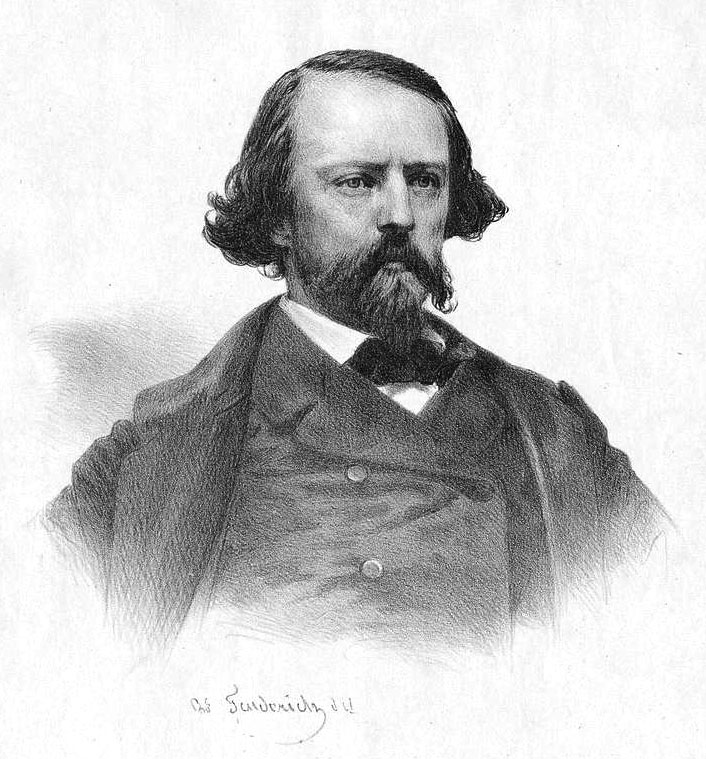
Gaston de Raousset-Boulbon.

Bandera de Sonora creada por Raousset en 1852.

En 1851 Charles de Pindray organizó y creó una colonia de franceses en Cocospera Sonora, aunque sin éxito, muchos de esos franceses, decepcionados, se unirían al conde Gaston de Raousset-Boulbon en su expedición de 1854.
En 1852 ya se encontraba en camino a Sonora un tercer grupo de franceses que capitaneaba Lepine de Segondis, que se instaló en Santa Cruz Sonora, al igual que Pindray con permiso para establecerse si combatía a los apaches, sin tener éxito, muchos de esos franceses se cree que también se unieron a las filas de Gaston de Raousset-Boulbon en 1854.
El conde francés Gaston de Raousset-Boulbon es invitado el 7 de abril de 1852 por el presidente mexicano Mariano Arista y la Casa Jecker, Torre y Compañía (CJT&C), quien le concede los derechos de explotación de una mina en la región de Arizona, Arista le promete fondos para formar una expedición de 250 colonos franceses a quienes les concede la mitad de los terrenos de la mina, así como la mitad del producto explotado (oro y plata).
Esta empresa se conoce como Compañía Restauradora, y tiene al conde Gaston de Raousset-Boulbon como líder.

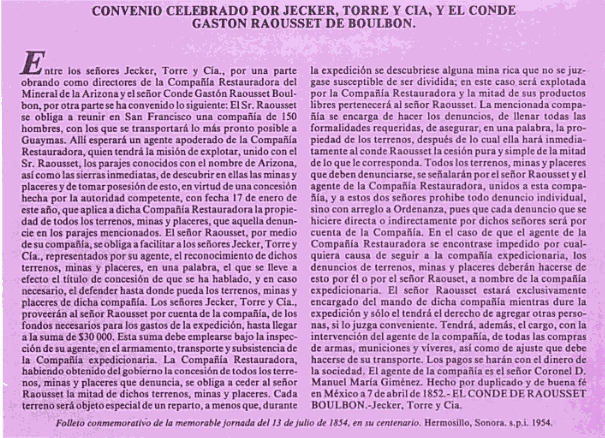

El conde De Raousset-Bulbon desembarca en Guaymas el 1 de junio de 1852 y espera allí instrucciones de los mandos militares para avanzar a la mina en Arizona.
Convencido de ser parte de un complot para otorgarle los derechos de explotación a una compañía rival, el conde Gaston de Raousset-Boulbon marcha a la ciudad de Hermosillo y la toma por la fuerza, se dispone a encender una revolución en la región, en la batalla hubo siete u ocho muertos de cada lado y Raousset resultó herido en una pierna pero su compañía prevaleció y entraron a la ciudad, permaneciendo ahí por cuatro o cinco días.
Pero un ataque de disentería pone a sus hombres y a él mismo en peligro de muerte, por lo que el conde es evacuado a Guaymas pero en San José (Guaymas) estaba el general Miguel Blanco con 800 hombres y seis piezas de artillería, con el propósito de interceptar a Raousset y sus fuerzas.
Cuando la compañía llegó al rancho "El Tigre" Raousset envió un grupo bajo bandera de tregua para negociar su rendición, las pláticas duraron unos tres días y se resolvió el exilio de las fuerzas francesas a San Francisco California

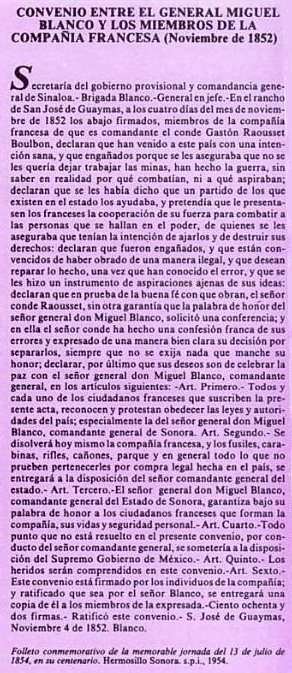

En 1853, William Walker también penetró en el territorio de Sonora, después de haber proclamado la separación de Baja California. En Sonora pretendió organizar un estado con el territorio de ambos estados invadidos por sus tropas mercenarias, pero falló y fue expulsado de México hacia San Francisco California en octubre de 1854, lo que aparentemente incito al conde a actuar de la misma manera pero con más hombres.
Ya en 1853 se publicaba en diarios estadounidenses las pretensiones del conde por atacar Sonora
Para 1854 y en vista de los constantes ataques de los apaches y del miedo por alguna intervención estadounidense; el gobierno solicita reforzar la milicia local, por lo que solicitó al cónsul mexicano en San Francisco, reclutar hombres para dicha empresa, viendo esto el conde francés Gaston de Raousset-Boulbon aprovechó para infiltrar simpatizantes suyos en las filas de estos nuevos enlistados y los instruyó a esperarlo en Guaymas para un segundo ataque contra el gobierno Mexicano en Sonora.
Desembarcando el conde en Guaymas sin que nadie supiera, se puso en contacto con los militares franceses, al enterarse de esto el General José María Yáñez, hablo con el contingente francés esperando en vano disuadirlos de su ataque.

## Sucesos

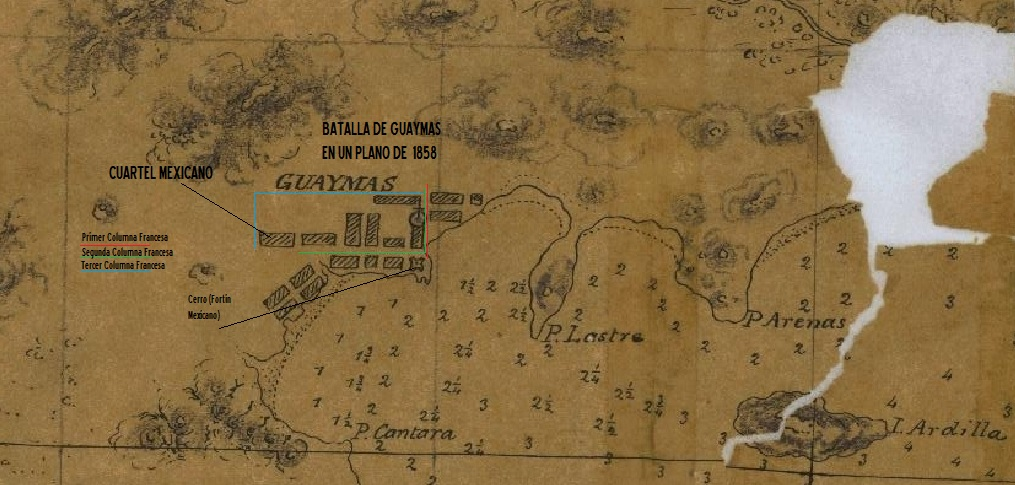
Batalla de Guaymas 1854, planos de 1858 con la descripción del movimiento de tropas

El día 13 de julio de 1854 la señora Loreto Encinas de Aviles avisa a las tropas mexicanas el inicio de los ataques de los franceses; eran alrededor de 400 hombres; el general José María Yáñez, secundado por el también General Domingo Ramírez de Arellano, tenía una base firme de 300, más varios centenares de irregulares comandados por Don Cayetano Navarro; los dos bandos contaban con varias piezas de artillería.
Inmediatamente vinieron los franceses y comenzó el ataque, disparando más de cien balas antes de que los mexicanos tuvieran la oportunidad de hacer una descarga, matando a todos los que atendían el cañón, que eran ocho hombres
El ataque principal se dirige hacia el cuartel, donde estaban concentradas las fuerzas mexicanas; otro tuvo como objetivo el fortín del muelle (actualmente en lo que hoy sería la plaza de los tres presidentes, hubo un pequeño cerrito, donde se instaló un fortín).
Los combates fueron durísimos y se derrochó valor por ambas partes; buena parte de los artilleros de Yáñez fueron heridos o muertos y hubo que improvisar nuevos servidores de las piezas; Thomas Robinson y otros cuatro se llevaron el cañón hacia dentro del cuartel e hicieron una barricada en la puerta.
Las tropas mexicanas se subieron al techo de las barracas que eran de un piso de altas y pelearon desde esa posición, disparándole al enemigo que estaba abajo; Al fin fueron frenados y surgieron los contraataques en todos los puntos, especialmente contra el Hotel Sonora, bastión para los atacantes.
La artillería fue movida para atacarlo a cañonazos por el frente, mientras que la infantería se lanzaba a la carga por su parte posterior.
Acudieron refuerzos para rechazar los ataques al fortín del muelle; La batalla duró desde las once de la mañana hasta el atardecer cuando se les acabaron las municiones a los franceses; Desde su guarnición al final del hotel Sonora comenzaron a escapar los franceses y, junto con otros, buscaron refugio en la residencia del vicecónsul francés en Guaymas, Pepe Calvo, ahí fueron recibidos por la Señorita Guadalupe Cubillas y se pactó con autoridades municipales, que la legión extranjera estaba dispuesta a rendirse ante los mexicanos.
La goleta "Belle", en la cual había llegado el conde Gaston de Raousset-Boulbon, escapó a toda vela llevando a algunos soldados franceses fugitivos. En un momento dado, pocos enemigos que aún combatían se enteraron de que De Raousset había caído prisionero.
Por parte de México, se tuvieron 19 muertos y 55 heridos. (Treinta muertos y 120 heridos, según André de Lachapelle). Los fracasados conquistadores de Sonora sufrieron 48 muertos y 78 heridos (33 muertos y 59 heridos, según De Lachapelle); 312 quedaron prisioneros, además de su jefe.

### Crónica de la Batalla por el GeneralYáñez
Mientras tanto, había aflojado el primer ímpetu de los franceses: no adelantaban mas, y enardecidos los nuestros tomaron la ofensiva; en algunos puntos con tanta calor, que mirando su imprudencia trabajo me costaba contenerlos. Los soldados colocados sobre las alturas y los que se batían en la calle, poseídos 
unos y otros de singular animación, persistían en la pugna con el mayor ardor y prorrumpiendo continuamente en vivas entusiastas, rechazaban en todas partes a los contrarios. En aquella movible escena se repitieron mil actos de valor, que desearía consignar aquí para honra de la Nación y de los muchos patriotas, si no juzgase como imposible escribir la historia de cada una de tantas acciones de noble y generosa consagración al servicio de una causa justa. Por el lado del mar en la parte frente al cuartel fueron briosamente rechazados. Nuevamente habilitada la artillería mandé batir con ella las casas de D. Miguel Díaz y Hotel de Sonora, donde buen número de los contrarios estaba parapetado.

El conde Gaston de Raousset Boulbon fue juzgado por un Consejo de Guerra, y defendido en él por el teniente Francisco Borunda, quien había sido prisionero suyo en Hermosillo. El rebelde francés fue condenado a muerte bajo los cargos de conspiración y rebeldía.
El 12 de agosto de 1854, al amanecer, Gaston de Raousset-Boulbon murió fusilado con el rostro descubierto y las manos desatadas, en la zona que daba a la playa del fortín del muelle, (actualmente hoy se encuentra la una placa conmemorativa de dicho hecho en la plaza de los tres presidentes, cerca de donde se cree fue el lugar exacto.)

### Crónica del fusilamiento del Conde Raousset por Juan Alfredo Robinson
Yo estaba presente cuando fue declarado culpable y se le impuso la sentencia. La noche anterior a la ejecución se dedicó a escribir cartas a su familia y amistades y probablemente escribió como veinte de ellas. Cuando la guardia lo sacó de la prisión en la mañana de la ejecución, se detuvo un momento y dijo “Se me olvida algo” y regresó al cuarto en donde había estado.  Sobre su cama estaba un sarape mexicano, lo tomó y pidió que se le pusiera un rótulo con el nombre de un sobrino suyo en Francia y solicitó que se le enviase.  Este pequeño incidente muestra lo tranquilo que estaba.  Pidió al general Yánez el privilegio de que se le disparara al pecho y no por la espalda, como traidor.  El general accedió y así se hizo.  El oficial que comandaba el pelotón ordenó que este avanzara dos pasos y Raousset también avanzó dos pasos.  El conde tenía una pequeña medalla que estimaba mucho y que deseaba dar a su hermana pero no quiso que la quitaran de su cuerpo hasta que él muriera.  Cuando los soldados dispararon una de las balas le pegó a la medalla y le tumbó un pedazo.  Raousset murió como un valiente.  Dijo que si tuviera mil vidas sacrificaría cada una de ellas por la misma causa.  Yo salí del pueblo el día de la ejecución pues no quise escuchar los disparos.

## Importancia

La segunda bandera izada por William Walker ostenta dos estrellas que representan la "república de Baja California y Sonora".

La batalla de Guaymas, en donde participaron más de 800 soldados en tres horas de combate, fue el Conflicto bélico más grande en contra del filibusterismo en México, esta victoria sin duda evitó que más territorio Mexicano se desincorporara de la República Mexicana.
La importancia de la Batalla estriba en que una vez conseguida la victoria por las fuerzas mexicanas, los estadounidenses, franceses e ingleses que deseaban la separación de Sonora del territorio Mexicano, vieron en el resultado de la batalla, graves dificultades para su realización, y estimaron que los costos para llevar a cabo dicha empresa serían aun mayores, y gracias a esto, se revirtieron muchos proyectos militares de conquista del noroeste del país.
La expedición en 1853 de William Walker, había tenido cierto éxito y provocó la incursión de Raousset al siguiente año 1854, de la cual se habían desatado muchas expectativas, tan fue así, que varias personas esperaban el resultado de la incursión del conde para emprender la recolonización del estado en busca de minas e inclusiva separar a los estados de Sonora y Baja California para crear la República de Sonora.
Es importante señalar que a pesar de ser 400 soldados franceses, estos representaban en ese entonces el 20% del total de la población de Guaymas a manera de ejemplo recordemos que Texas logra su Independencia con solo 910 soldados en la Batalla de San Jacinto.
En 1854 apenas se había concluido la Venta de la Mesilla y todavía en 1859 se pretendió comprar el derecho de paso en Guaymas en el Tratado McLane-Ocampo, por todo esto sabemos que Estados Unidos tenía grandes intereses en la región.
Por lo que es muy fácil señalar que la victoria nacional el 13 de julio de 1854 evitó en gran medida la independencia de Sonora y Baja California del territorio nacional.

## Datos interesantes
- A cada uno de los integrantes de la defensa nacional se les condecio la Cruz de Honor, junto con un permiso para portar dicha insignia
- José María Leyva Pérez, conocido como el indio Cajeme, participó teniendo apenas 17 años, con el "batallón de urbanos" al mando de Tiburcio Manuel Cayetano Navarro Fontes (Don Cayetano Navarro quien fuera prefecto del Distrito de Guaymas de 1848-1851, casado con Trinidad Montijo Carpena) ayudando así a la victoria nacional.
- Guadalupe Cubillas, hermana política del cónsul, que vivía en la misma casa. Así es que cuando el conde penetró en la casa, se encontró frente á frente con esa dama, y como ella lo viera con espada y pistola al cinto, le hizo saber que había violado las leyes del honor cometiendo el atentado más miserable, y agregó que **si quería permanecer en aquella casa no continuara ostentando sus armas, y que una mexicana haciendo uso de legítimo derecho le imponía la rendición de ellas." El conde con fineza y caballerosidad puso sus armas en las manos de la Sra. Cubillas, y entonces, solo hasta entonces le dio ella el permiso de pasar.
- A los filibusteros les fueron incautadas varias armas (alrededor de 300) pero también banderas de los batallones destaca la principal a la que se refieren así: NOTA.- Banderas que se les tomaron a los prisioneros. Una Bandera Negra con una Cruz Blanca... Otra idem de diez cuadros negros y ocho blancos... otra idem negra con un cuadro amarillo en el centro... otra idem negra con un cuadro azul en el centro... Otra idem con las esquinas mochas de la parte en que flamea, con colores carmesí, amarillo en el centro y azul en la orilla... Otra idem repartida con cuatro cuadros iguales, dos negros y dos amarillos, siendo estos colores opuestos. etc.[9]

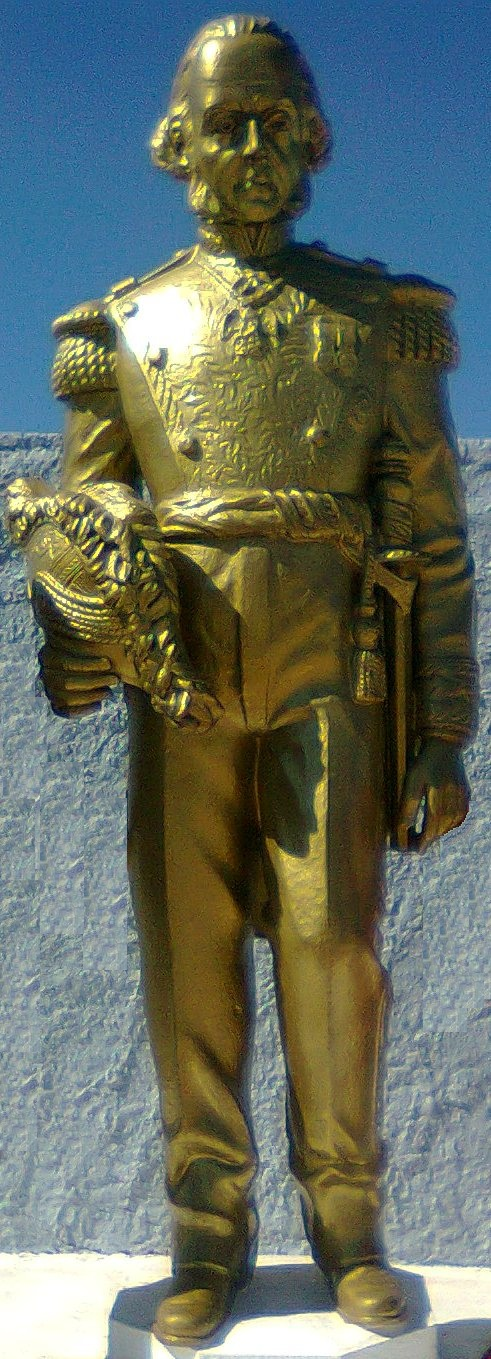
General Yañez
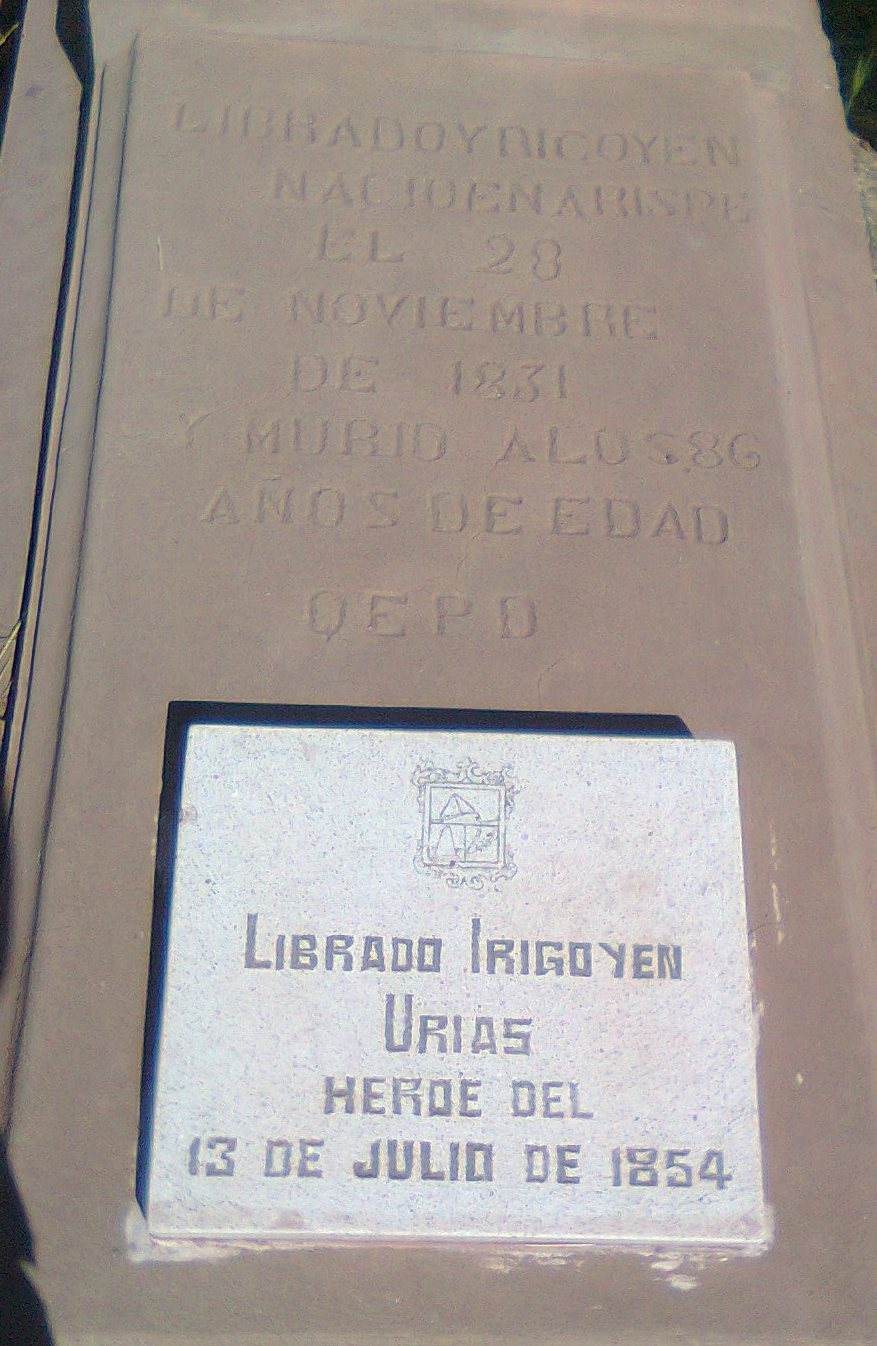
ejemplo de las lozas en el "panteón viejo" recordando a los defensores de Guaymas
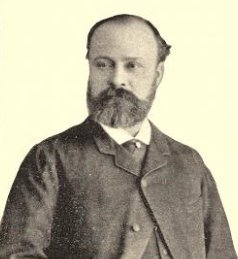
Coronel Ignacio R. Alatorre
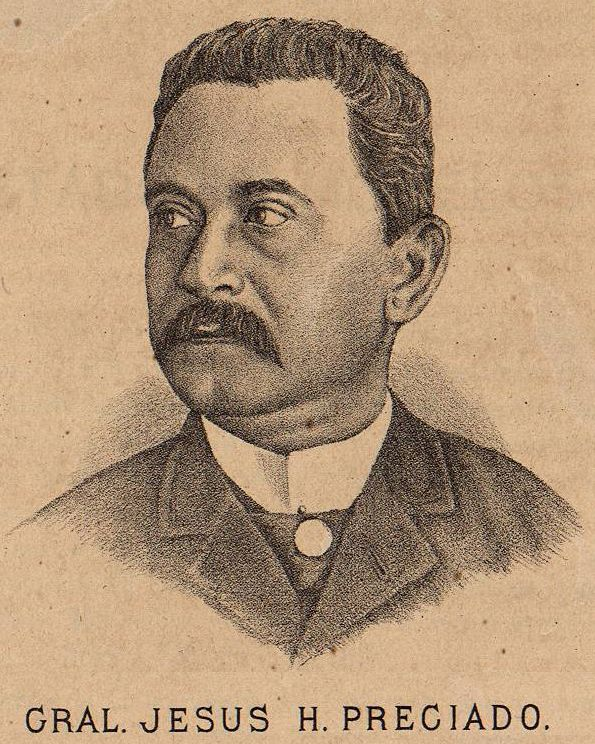
Jesús H. Preciado
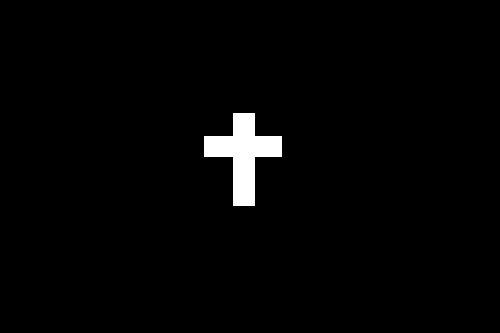
Posible bandera del Conde Raousset en la Batalla

### Participaron en el conflicto por Guaymas[10]
| Cargo                  | Nombre                      | Cargo                     | Nombre                       |
| ---------------------- | --------------------------- | ------------------------- | ---------------------------- |
| General                | José María Yáñez            | General                   | Domingo Ramírez de Arellano  |
| Teniente coronel       | Juan Espíndola              | Teniente coronel          | Severiano Contreras          |
| Teniente coronel       | Antonio Campuzano           | Teniente coronel          | Cayetano Navarro             |
| Coronel                | Ignacio R. Alatorre         | Capitán                   | † Mariano Álvarez            |
| Capitán                | Manuel Muñoz                | Capitán                   | Francisco Espino             |
| Capitán                | Antonio Mendoza             | Capitán                   | Julio Gómez                  |
| Capitán                | Wenceslao Domínguez         | Capitán                   | Francisco Irigoyen           |
| Capitán                | ± Ildefonso Huy             | Capitán                   | Tomas Robinson               |
| Teniente               | † Matilde Eliorraga         | Teniente                  | Camilo Hijar                 |
| Teniente               | Francisco Borunda           | Teniente                  | ± Mariano González           |
| Teniente               | Jesús Carrillo              | Teniente                  | Cástulo García               |
| Teniente               | Ruperto Cisneros            | Teniente                  | Anastasio Mesa               |
| Teniente               | Tomas Spencer               | Teniente                  | Antonio Becerra              |
| Teniente               | Mateo Uruchurtu             | Teniente                  | ± Wenceslao Iberri           |
| Subteniente            | † Reyes Briones             | Subteniente               | † Crisanto Llera             |
| Subteniente            | José María Prieto           | Subteniente               | Luis Arias                   |
| Subteniente            | Francisco Figueroa          | Subteniente               | ± Miguel Gutiérrez           |
| Subteniente            | Pablo Palomares             | Subteniente               | ± Celso Rodríguez            |
| Subteniente            | Antonio Arce                | Oficial de Cuenta y Razón | Ignacio Barquera             |
| Comandante de Batallón | José Sandoval               | Comandante de Escuadrón   | Platón Roa                   |
| Comandante de Batallón | ± Manuel Maraboto           | Sargento                  | ± Antonio Cortes             |
| Sargento               | Luis Rivera                 | Sargento                  | Joaquín López                |
| Soldado                | Jesús H. Preciado           | Soldado                   | Jesús Toledo                 |
| Soldado                | Ambrosío Díaz               | Soldado                   | ± Federico Lacarra           |
| Soldado                | Juan Basosábal              | Soldado                   | Buenaventura Márquez         |
| Soldado                | Teodoro Arce                | Soldado                   | Luis Escobosa                |
| Soldado                | Sebastián Chacón            | Soldado                   | Leocadio Méndez              |
| Soldado                | Manuel Sosa                 | Soldado                   | Miguel Ramón Peralta         |
| Soldado                | Francisco Velazco           | Soldado                   | Juan Pedro Robles            |
| Civil                  | Librado Irigoyen Urias      | Civil                     | José María Leyva Pérez       |
| Civil                  | Inocencio García            | Civil                     | Manuel Amat                  |
| Civil                  | Antonio Amat                | Civil                     | Jorge Martinon (español)     |
| Civil                  | Antonio Rodríguez (Español) | Civil                     | Emilio Davelichi (Austriaco) |
| Civil                  | Víctor Delgado (chileno)    | Civil                     | Tomás McNamara (irlandés)    |
| Civil                  | Juan Dwire (irlandés)       |                           |                              |

† Muerto en combate
± Herido en Combate